# Ізабелл Торп
Ізабелл Торп (англ. Isabelle Thorpe, 4 березня 2001) — британська синхронна плавчиня.
Учасниця Олімпійських Ігор 2020 року, де в змаганнях дуетів разом з Кейт Шортман посіла 14-те місце.